# Cullinan

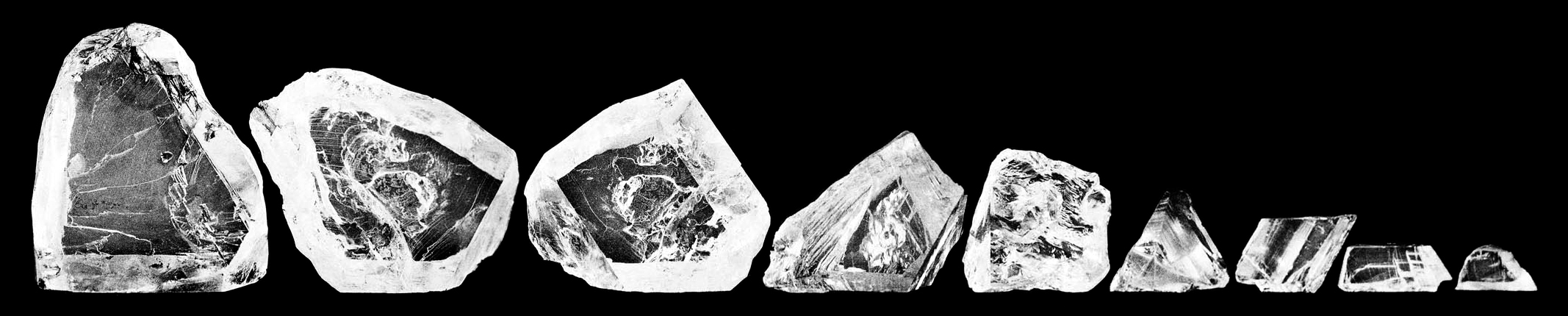
Las nueve piezas mayores tras ser cortado

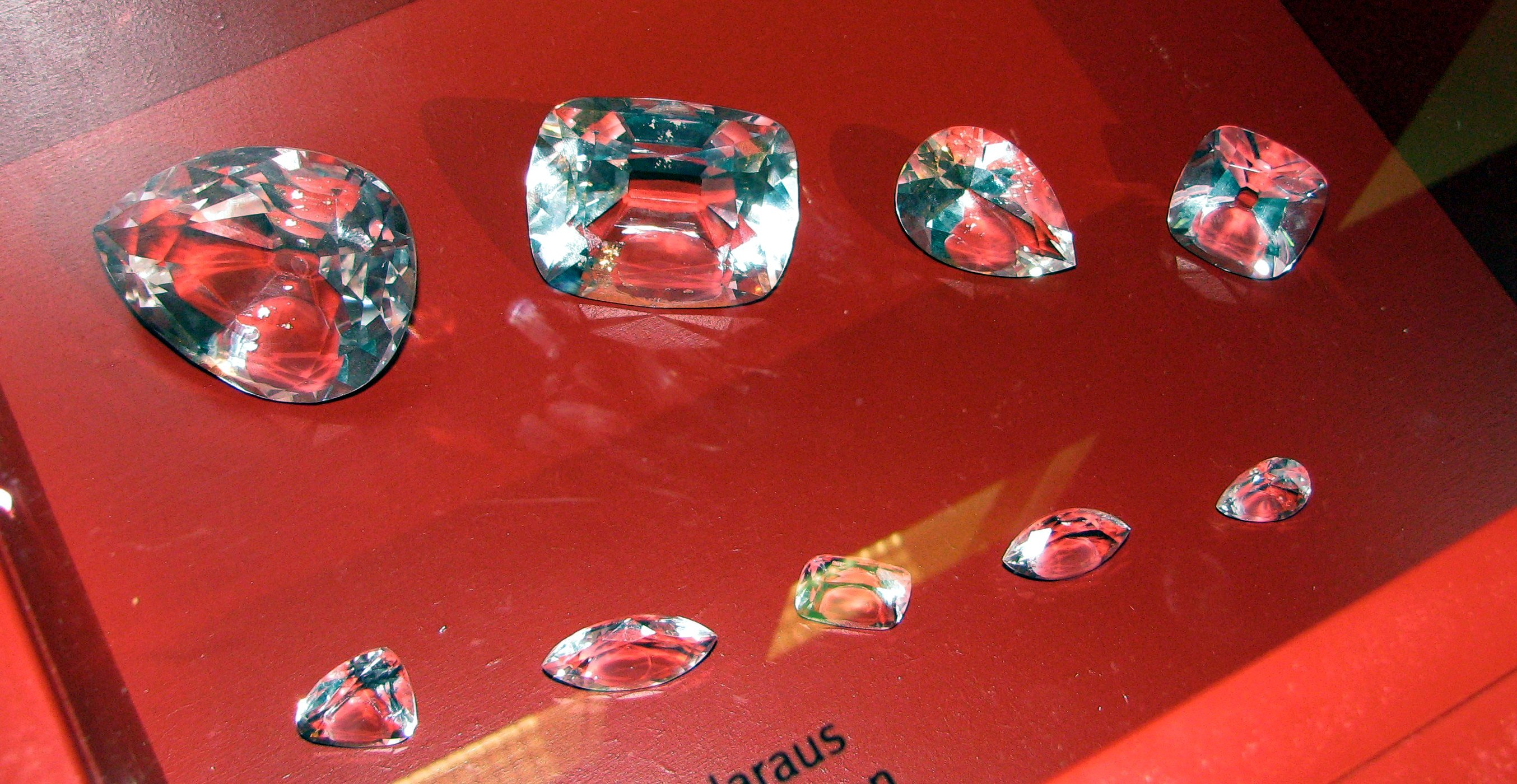
Reproducciones en cristal de los 9 diamantes más grandes escindidos del Cullinan

El Cullinan, también conocido como La Estrella de África, es el mayor diamante hallado en toda la historia del que se tenga noticia. Procedía de una mina sudafricana y pesaba en bruto más de 3000 quilates (600 gramos).

## Historia
El Cullinan fue hallado el 25 de enero de 1905 por Frederick Wells, gerente de la superficie de la Premier Diamond Mining Company en el pueblo de Cullinan, situado a unos 40 km al este de Pretoria (provincia de Gauteng, Sudáfrica). La piedra fue nombrada en honor de sir Thomas Cullinan, el propietario de la mina de diamantes. El nombre de Estrella del Sur se basa en la novela de Julio Verne La estrella del Sur, el nombre ficticio del diamante de mayor peso en quilates del mundo que da título al relato.
El diamante en bruto fue entregado como obsequio en su cumpleaños al rey Eduardo VII de Inglaterra, quien ordenó tallarlo en 1906. Se obtuvieron un total de 150 piedras talladas, que fueron ordenadas y bautizadas según su peso como Cullinan I, Cullinan II, Cullinan III, etc. El Cullinan I, que se encuentra engastado en el Cetro de la Cruz, fue el mayor diamante tallado del mundo hasta 1985, cuando fue desplazado por el Golden Jubilee Diamond (Quincuagésimo Aniversario). Mientras, el Cullinan II, el otro gran diamante procedente del Cullinan original, es el principal atractivo de la Corona del Estado Imperial Británica, joya conservada en el Museo de la Torre de Londres. El Cullinan III y IV eran llamados por la Reina María como Chips (Esquirlas). Ambos fueron incorporados a un broche, en el que el Cullinan IV cuelga del Cullinan III.